# Afroman
Joseph Edgar Foreman (n. 28 iulie 1974), cunoscut sub numele de scenă Afroman, este un rapper și muzician american. Este cunoscut pentru hit-ul „Because I Got High”. A fost nominalizat la Premiul Emmy în 2002.

## Viața personală
Născut Joseph Foreman, Afroman este un rapper cunoscut cel mai bine pentru hitul său clasic „Because I Got High”. A fost influențat de artiști precum Too $hort, Big Daddy Kane și 2 Live Crew, el și-a început cariera de rapper în clasa a opta, când a început să facă casete ale propriilor sale melodii și să le transmită colegilor de clasă. A început ca interpret la biserică, unde a cântat la baterie și, în cele din urmă, a trecut la chitară. O vreme, a lucrat chiar ca un manipulator de bagaje de la aeroport, în timp ce încerca să facă impresie cu melodiile sale.Acesta spunea:
„Prima melodie pe care am făcut-o a fost despre profesoara mea din clasa a opta”, și-a amintit el. "M-a scos afară din școală pentru că mi-am lăsat pantalonii lăsați , ceea ce a fost mare lucru pe atunci. Așa că am scris această melodie despre ea și a vândut aproximativ 400 de exemplare: se vindea profesorilor, studenților, aproape tuturor. Și mi-am dat seama că, deși nu eram la școală, cântecul meu era la școală, așa că într-un fel eram încă acolo. Toți acești oameni vor veni lângă mine doar pentru a-mi da comentarii despre cât de tare au crezut că este melodia".

## Cariera muzicală
În 1998, Afroman a lansat primul său album, My Fro-losophy. Negăsind L.A. pe bunul plac, s-a mutat la Hattiesburg, Mississippi, unde a făcut echipă cu bateristul Jody Stallone și tastaturistul / basistul Daryl Havard.       Albumul "Sell Your Dope In 1999", a fost lansat pe când trăia încă în East Palmdale, Los Angeles. În primăvara anului 2000, el a înregistrat, Because I Got High, cu producătorul Tim Ramenofsky. El a distribuit-o la spectacole cu ajutorul T-Bones Records din Hattiesburg. Pe măsură ce s-a răspândit vorba despre emisiunile sale live, cererea pentru muzica sa a crescut. La vremea respectivă, serviciul de partajare a fișierelor online Napster tocmai a dat naștere revoluției MP3, care s-a dovedit a fi o amintire plăcută pentru Afroman. Un fan a reușit să achiziționeze o copie a albumului său în formă digitală și a postat piesa „Because I Got High” pe Napster. Howard Stern a sporit de asemenea popularitatea piesei punând-o în emisiunea sa radio. „Because I Got High” a devenit un succes uriaș la nivel mondial până la sfârșitul anului 2001. A fost nominalizat pentru cel mai bun Rap Grammy în 2002. Ulterior, Afroman se alătura formației festivalului lui Cypress Hill „Smoke Out” cu Deftones, Method Man și alții.
Albumul The Good Times a atras în cele din urmă atenția Universal Records, care l-a semnat pe artist într-un acord cu șase albume. Primul său album universal, The Good Times, a fost o compilație a primelor sale două LP-uri și câteva piese noi. "Because I Got High" a fost inclusă și pe coloana sonoră a filmului lui Kevin Smith, Jay și Silent Bob Strike Back, cu Matt Damon și Ben Affleck. După despărțirea de Universal, Afroman a devenit un artist independent. Afroman a lansat patru albume în 2004. A început cu dublul disc Afroholic ... The Even Better Times, lansat pe 20 aprilie. 
Liber de Universal, el a scris, produs și înregistrat Afroholic de unul singur, l-a comercializat în mare parte online și a vizitat o trupă live. El a urmat cu 4RO: 20, albumul de vacanță Jobe Bells și al cincilea album de studio, The Hungry Hustlerz: Starvation Is Motivation, în care au cântat rapperi precum Po Boy, Mr. Mixx, Strainj și Blaq. Alte două albume au sosit în 2006: Drunk'n'High și al doilea album de sărbători, A Colt .45 Christmas.
În așteptarea Inhale In 2008, Afroman a lansat Waiting to Inhale, cea mai mare colecție Hitz Live, și Frobama: Șeful statului. După o prolifică perioadă de patru ani, Afroman a rămas relativ liniștită până în 2013. În acel an, a lansat muzica Marijuana,în care a prezentat nepotul său pe mai multe piese. Albumul G-funk The Frorider a fost lansat în anul următor.Afroman a făcut parte din adunarea din 2010 a liniei Juggalos. În octombrie 2014, Afroman a lansat un remix al melodiei sale de succes „Because I Got High”, pentru a evidenția utilitatea marijuanei ca parte a luptei pentru legalizarea vânzării și legalizării sale în Statele Unite.

## Probleme cu legea
Pe 17 februarie 2015, Afroman se afla la jumătatea spectacolului său la un festival de muzică live din Biloxi, Mississippi, când o femeie a intrat pe scenă. Se apropie de Foreman din spate, cu alcool în mână, în timp ce dansa. Când l-a atins pe Foreman, el s-a întors și a doborât-o cu o lovitură la cap. Ulterior, el a fost escortat în afara scenei de securitate și a fost arestat și luat în arest și acuzat de atac. El a fost eliberat la scurt timp.
Se presupunea că 12-15 agenți de pază erau de serviciu pentru a gestiona o mulțime de peste 500 de persoane. Când a fost intervievat, reprezentantul lui Afroman a susținut că fapta a fost un reflex involuntar cauzat de femeia care i-a invadat spațiul personal. El a mai spus că a confundat-o pe femeie cu un alt membru al audienței, care l-a bătut constant. De atunci și-a cerut scuze în mod public și solicită asistență pentru gestionarea furiei.

## Discografie
- My Fro-losophy (1998)
- Because I Got High (2000)
- Sell Your Dope (2000)
- The Good Times (2001)
- Afroholic... The Even Better Times (2004)
- Jobe Bells (2004)
- 4R0:20 (2004)
- The Hungry Hustlerz: Starvation Is Motivation (2004)
- Drunk 'n' High (2006)
- A Colt 45 Christmas (2006)
- Waiting to Inhale (2008)
- Greatest Hits Live (2008)
- Frobama: Head of State (2009)
- Afro D-Z-A-C-C (2010)
- Fro-Jams (2011)
- Save A Cadillac, Ride A Homeboy (2011)
- The Prodigal Son (2011)
- Dope Dealer Ditties (2012)
- F*** Everybody (2012)
- Marijuana Music (2012)
- Pot Head Pimp (2012)
- Worlds Greatest Wino (2012)
- The Fro-Rider (2013)
- Los Angeles Volume 1 (2013)
- Palmdale Love (2013)
- Sell Your Dope C-Mix (2013)
- Cross Country Pimpin (2013)
- Don't Sell Your Dope (2013)
- One Hit Wonder EP (2014)
- The N Word (2015)
- Happy To Be Alive (2016)
- Cold Fro-T-5 And Two Frigg Fraggs (2017)

## Legături externe
- Site web oficial
- Official forum Arhivat în 8 martie 2014, la Wayback Machine.
- Afroman on YouTube
- Afroman la AllMusic